# Arthrobotrys musiformis
Arthrobotrys musiformis är en svampart som beskrevs av Drechsler 1937. Arthrobotrys musiformis ingår i släktet Arthrobotrys och familjen vaxskålar.   Inga underarter finns listade i Catalogue of Life.